# Prodrive Racing
Prodrive  is een Brits race-en rallyteam en preparateur van rally-en race auto's en restaurateur van historische BMW's, Fords en Subaru rally wagens. Het team wordt geleid door David Richards en is gevestigd in Banbury.

## Formule 1
Prodrive had in 2006 aangekondigd dat het team vanaf 2008 mee zou gaan doen om de strijd om het wereldkampioenschap Formule 1. Op het laatste moment heeft teammanager en eigenaar David Richards aangegeven dat Prodrive niet zou deelnemen aan de Formule 1.
De Spanjaard Pedro de la Rosa en de Brit Gary Paffett werden genoemd als waarschijnlijk coureursduo. De respectievelijke startnummers zouden 24 en 25 worden. Men zou gebruikmaken van de Mercedes-Benz-chassis en -motoren die ook door McLaren team gebruikt worden. Ook waren er speculaties rond Aston Martin als toekomstig motorleverancier.
Prodrive heeft zich in 2009, onder de naam Aston Martin ingeschreven voor het Formule 1-kampioenschap van 2010. Het team werd echter niet toegelaten, omdat er plekken zijn toegewezen aan drie andere teams.

## Prodrive in autosport
Het Prodrive-team is sinds 1987 actief in de autosport. Vanaf toen begon men in de rallysport met het prepareren van de BMW M3 voor o.a. het Rothmans rallyteam, het Bastos BMW rallyteam met o.a. rijders Beguin-Lenne, Chatriot-Perin en de Belgisch-Limburgse rijders Snijers-Colebunders. Ook prepareerde Prodrive tussen 1988 en 1992 de BMW M3 van de Nederlandse rally equipe John Bosch - Kevin Gormely, die hiermee het Nederlandse en Europese rallykampioenschap reden.
Het team is vanaf 1990 t/m 2008 ook verantwoordelijk voor het Subaru World Rally Team met de Legacy RS, de Impreza 555, de Impreza WRX en de WRX STI. Daarnaast prepareerde men de Fords in het Australische V8 Supercar kampioenschap en voor het FIA GT Aston Martin team.
Sinds half 2011 doen ze mee in het WRC met een MINI Countryman.
Begin 2008 bevestigde Dave Richards zijn interesse in het Japanse Honda F1.
Honda F1 was te koop gezet door de fabriek. Richards bevond zich op dat moment in het Midden-Oosten om 
met mogelijke investeerders te praten, maar het team werd overgenomen door de teammanager, Ross Brawn, die al in 2007 was aangesteld voor het seizoen 2008. Onder de naam Brawn GP zou het team in 2009 vele successen behalen.

## Aston Martin op Le Mans
Op 27 januari 2009 is bekendgemaakt dat Aston Martin, gerund door Prodrive, deel zal nemen aan de zogenaamde LMP1 klasse tijdens de 24 uur van Le Mans. De auto zal een V12-benzinemotor hebben, en zal daarmee de strijd aangaan met de dieselauto's van Audi en Peugeot. Prodrive heeft met Aston Martin al eerder meegedaan aan Le Mans, dit was in de klasse GT1, met een (vrij) standaard DBR 9. In het jaar 2008 wist men te zegevieren in deze klasse.